# Parque nacional Zangezur
Parque nacional Zangezur (en azerí: Zəngəzur Milli Parkı) es un parque nacional de Azerbaiyán. Fue establecido por el decreto del Presidente de Azerbaiyán, Ilham Aliyev, como el "Parque Nacional Ordubad" en una superficie de 12 131 ha (121,31 kilómetros cuadrados) en el rayón de Ordubad de la República Autónoma de Najicheván en el 16 de junio de 2003. El 25 de noviembre de 2009, se amplió a 42 797 hectáreas y fue renombrado como el parque nacional Zangezur.
El parque nacional Zangezur se caracteriza por una rica diversidad biológica. Cuenta con 58 especies de animales (35 de los vertebrados y 23 de los insectos) y 39 especies de plantas que están incluidas en el Libro Rojo de Azerbaiyán.